# Reserva índia Pala
La reserva índia Pala es troba al mig de la vall de San Luis Rey al nord del comtat de San Diego (Califòrnia), a l'est de la comunitat de Fallbrook, i se li ha assignat la característica ID 272502. Els noms històrics que jan estat donats per a descriure a l'àrea han estat Reserva índia Missió i Reserva índia de la Missió. La reserva té una àrea de 52,163 km² (20,140 milles quadrades) i una població oficial resident de 1.573 persones segons el cens del 2000, dels que el 44 per cent són amerindis. Robert H. Smith és el cap tribal.
The reserva ocupa parts de quatre mapes topogràfics de 7,5 minuts: Boucher Hill, Pala, Pechanga, i Vail Lake, Califòrnia. L'àrea consisteix en l'àrea al voltant de Pala (Califòrnia). Els membres inscrits de la tribu són descendents de dos grups indis: una banda dels luiseños i els cupeños.
La tribu Banda Pala d'indis de Missió Luiseño de la reserva Pala té al voltant de 1.000 membres i és una tribu reconeguda federalment. Els cupeños foren expulsats en 1901 de llur terra ancestral, anomenada Kupa, en l'actual ranxo Warner a l'est de Pala. Aquest fet és descrit per la tribu com el "camí de les llàgrimes cupeño." 
Durant el període de les missions durant els temps colonials espanyols, Pala fou lloc de l'Assistència San Antonio de Pala, una asistencia de la Missió de San Luis Rey de Francia, aigües avall cap a la costa. Els terrenys de l'antiga Assistència incloïen un cementiri històric.
Tradicionalment una tribu modesta i sovint pobre, actualment està en possessió del Pala Casino Resort and Spa. Utilitza els guanys de les empreses de joc i restauració per a serveis socials, educació i millores en la infraestructura de la reserva.
Un altre grup tribal gran, la banda Pauma d'indis Luiseño de Missió resideix al sud-est al llarg de la carretera estatal 76.